# آریل لوی (بازیگر)
آریل لوی (به انگلیسی: Ariel Levy) (زاده ۲۸ سپتامبر ۱۹۸۴) بازیگر اهل شیلی است.
از کارهای معروف او می‌توان به بازی در فیلم‌های پس‌لرزه و جهنم سبز اشاره کرد.